# Liste der Naturdenkmale in Empfingen
| Naturdenkmale | Anzahl |
| ------------- | ------ |
| FND           | 2      |
| END           | 7      |
| Gesamt        | 9      |

Die Liste der Naturdenkmale in Empfingen nennt die verordneten Naturdenkmale (ND) der im baden-württembergischen Landkreis Freudenstadt liegenden Gemeinde Empfingen. In Empfingen gibt es insgesamt neun als Naturdenkmal geschützte Objekte, davon zwei flächenhafte Naturdenkmale (FND) und sieben Einzelgebilde-Naturdenkmale (END).
Stand: 31. Oktober 2016.

## Flächenhafte Naturdenkmale (FND)
| Name                     | Bild | Kennung     | Einzelheiten | Position | Fläche Hektar | Datum         |
| ------------------------ | ---- | ----------- | ------------ | -------- | ------------- | ------------- |
| Bodenloser See           |      | 82370240002 | Empfingen    | ⊙        | 2,1           | 22. Sep. 1982 |
| Geretsee                 | BW   | 82370240004 | Empfingen    | ⊙        | 0,6           | 15. Jan. 1992 |
| Legende für Naturdenkmal |      |             |              |          |               |               |

## Einzelgebilde (END)
| Name                                 | Bild | Kennung     | Einzelheiten | Position | Fläche Hektar | Datum         |
| ------------------------------------ | ---- | ----------- | ------------ | -------- | ------------- | ------------- |
| 1 Robinie                            | BW   | 82370240009 | Empfingen    | ⊙        | 0,0           | 12. Juni 1989 |
| 1 Roßkastanie                        | BW   | 82370240001 | Empfingen    | ⊙        | 0,0           | 12. Juni 1989 |
| 1 Winterlinde                        | BW   | 82370240002 | Empfingen    | ⊙        | 0,0           | 12. Juni 1989 |
| 2 Linden (1 Sommer.-, 1 Winterlinde) | BW   | 82370240006 | Empfingen    | ⊙        | 0,0           | 12. Juni 1989 |
| 2 Pappeln                            |      | 82370240004 | Empfingen    | ⊙        | 0,0           | 12. Juni 1989 |
| 2 Winterlinden                       | BW   | 82370240005 | Empfingen    | ⊙        | 0,0           | 12. Juni 1989 |
| 5 Roßkastanienbäume                  | BW   | 82370240003 | Empfingen    | ⊙        | 0,0           | 12. Juni 1989 |
| Legende für Naturdenkmal             |      |             |              |          |               |               |